# Osek (hrad)
Osek (též Rýzmburk, německy Riesenburg) je zřícenina gotického hradu nad vesnicí Hrad Osek asi dva kilometry severozápadně od města Osek v Ústeckém kraji. Stojí na vrcholu ostrožny v nadmořské výšce 525–550 metrů. Od roku 1964 je chráněn jako kulturní památka.
Hrad byl postaven před polovinou 13. století. Byl rodovým sídlem Hrabišiců, kteří ho prodali míšeňskému markraběti Vilémovi. Později ho získali Kaplířové ze Sulevic a Lobkovicové, za kterých byl v průběhu 16. století opuštěn.

## Historie
Podle Tomáše Durdíka byl pravděpodobným zakladatelem hradu král Václav I. Pozdější archeologické výzkumy zjistily, že stavba vznikla postupným vývojem a v době svého vzniku okolo poloviny třináctého století svými rozměry odpovídala běžným šlechtickým hradům. Za zakladatele hradu je proto považován Boreš z Rýzmburka, který se po hradě psal poprvé roku 1250. Dendrochronologické datování ukazuje, že stromy použité ve válcové věži jádra byly pokáceny v letech 1247–1262 a 1248–1249. Hrad byl významně rozšířen po jeho konfiskaci Přemyslem Otakarem II., k níž mohlo dojít okolo roku 1264 (tehdy se sám Boreš označil za kastelána na Rýzmburku) nebo po Borešově popravě.
Hrad zůstal v majetku Hrabišiců do konce 14. století. Význam rodu v průběhu času klesal a zároveň se zmenšoval i rodový majetek. Roku 1398 prodali hrad míšeňskému markraběti Vilémovi. Po husitských válkách, během kterých stáli majitelé hradu na straně katolíků, bylo zesíleno opevnění.
Roku 1459 hrad získal král Jiří z Poděbrad, ale hned o rok později ho zastavil kancléři Prokopu z Rabštejna. Za nejasných okolností byl hrad obsazen německými křižáky (1468) a v letech 1471 a 1473 Sasy. Král Vladislav II. hrad roku 1474 prodal Pavlu ze Sulevic. Páni ze Sulevic však od začátku 16. století sídlili v Duchcově a hrad za nich přestal být obýván a zpustl.

## Stavební podoba

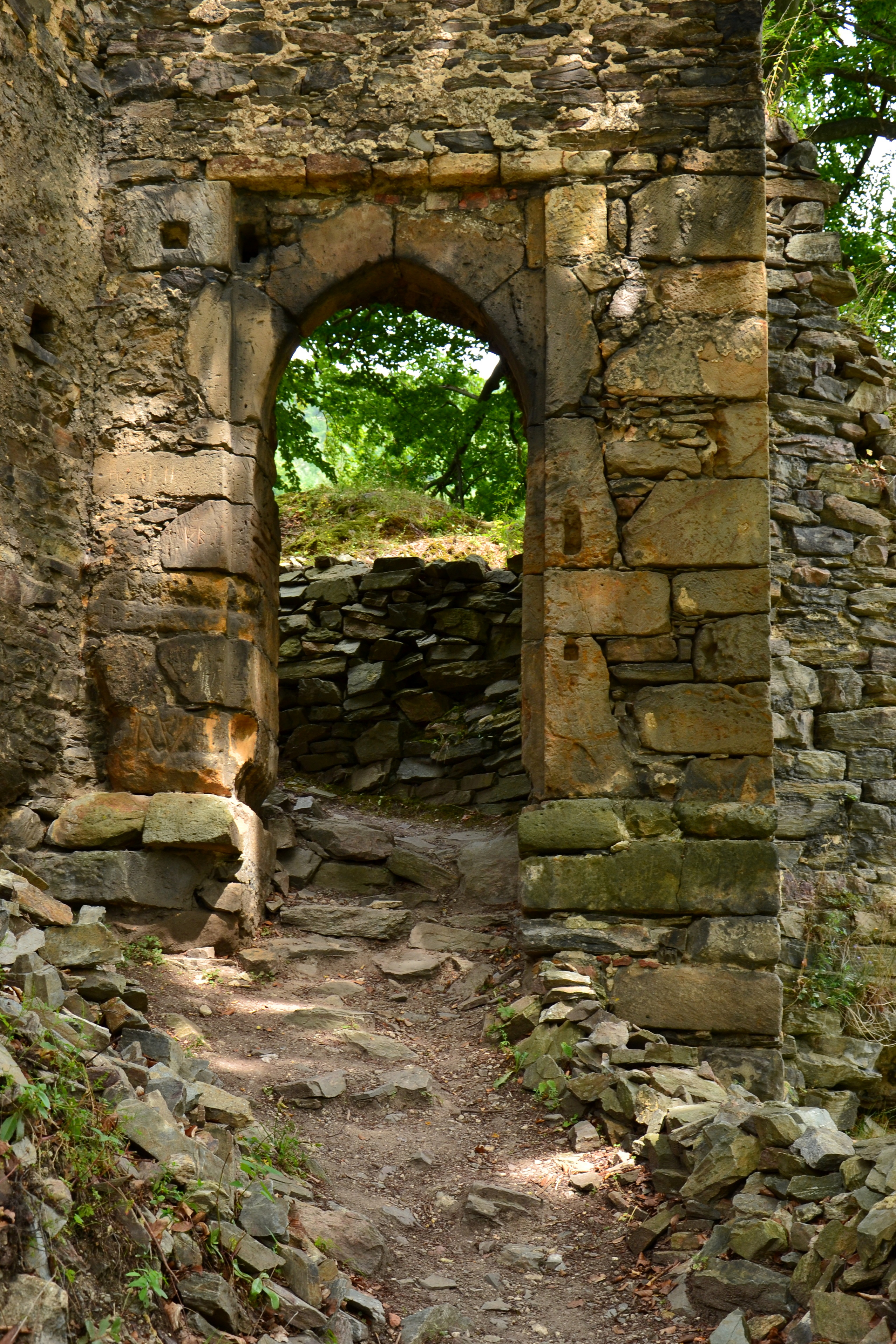
Branka do hradního jádra

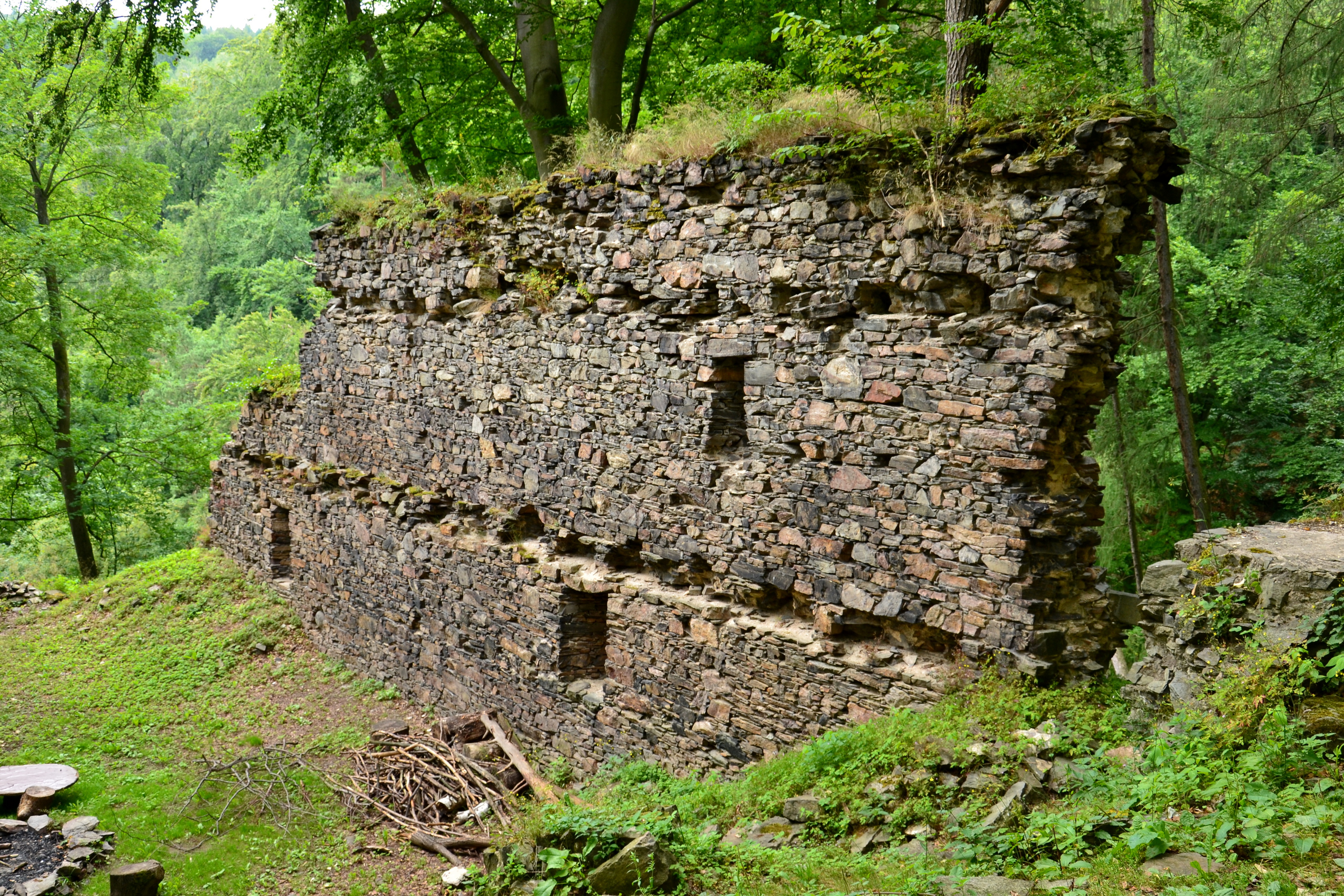
Zeď hospodářské budovy

V nárožích trojúhelného jádra stály dvě čtverhranné a jedna okrouhlá věž. Nejstarší z nich je donjon na nejvyšším místě staveniště, ve kterém byly druhotně použity starší architektonické články. Věž měla tři patra a okna orientovaná k západu a jihu. V přízemí se nacházela síň, v prvním patře obytná komnata a nad ní noční komora se vstupem na obranný ochoz. Nad ní se nacházelo ještě patro určené k provozním nebo skladovacím účelům. Jednotlivé úrovně pravděpodobně spojovala dřevěná žebříková schodiště. Okrouhlá věž s průměrem 6,2 metru u paty je částečně dochovaná do výše třetího podlaží. Její výstavba byla dendrochronologicky datována do období 1248–1249. Přízemí je přístupné dochovaným portálkem. Dochované kapsy po závorách svědčí o tom, že vstup bylo možné uzavřít z vnitřní i vnější strany. Do vyšších pater se vstupovalo portálem v prvním patře přístupném z přilehlé hradby po žebříku. K menší čtverhranné věži přiléhala malá polygonální kaple a palác. Pod hradním jádrem, na třetím nádvoří, stála pravděpodobně jen velká hospodářská budova. Hradba okolo nádvoří byla zpevněná věžicí a jako parkán obíhala také boky jádra.
Na druhém nádvoří volně stojí okrouhlý bergfrit, jehož přízemní vstup byl proražen až v devatenáctém století. Také hradba druhého nádvoří obíhá jádro jako další parkán. Na západní straně k ní byla v 15. století přistavěna hospodářská budova považovaná za pivovar, nebo ubikaci posádky. Na prvním nádvoří stála zřejmě jen protáhlá brána. Hradby prvního a druhého nádvoří postrádaly ochoz a jejich obranu umožňovaly pravidelně rozmístěné věžičky. Existuje názor, že vnější opevnění nevzniklo současně se založením hradu, ale bylo postaveno až v průběhu 14. století.

## Přístup
Zřícenina je dobře přístupná z Oseka, odkud vede červeně značená turistická značka dlouhá asi 2,5 km. V blízkosti také prochází značená cyklotrasa číslo 231. Nedaleko hradu se nachází přírodní památka Vrása.

## Film
Na hradě se natáčela scéna z filmu Páni kluci, v níž se hlavní hrdinové vypraví hrad dobýt.